# Crack (saggio)
Crack (sottotitolato Come siamo arrivati al collasso del mercato e cosa ci riserva il futuro) è un saggio pubblicato da Charles R. Morris sulla crisi finanziaria del 2008. Edito nel 2008 con titolo The Two Trillion Dollar Meltdown: Easy Money, High Rollers, and the Great Credit Crash, l'introduzione della edizione italiana è di Luigi Spaventa.

## Descrizione
Il libro tratta la Grande recessione analizzando la storia finanziaria ed economica, soprattutto statunitense, a partire dagli anni settanta. Gli anni settanta furono un lungo periodo inflazionistico per l'economia statunitense, con scarsi investimenti e crollo della produzione industriale. Gli anni ottanta furono caratterizzati dalle politiche economiche verso il libero mercato. Nel 1987 vi fu un grande crollo della borsa nel cosiddetto Lunedì nero. Negli anni seguenti si fece ricorso a tecniche finanziarie sempre più sofisticate, accompagnate da una spinta verso una sempre maggiore deregolamentazione dei mercati finanziari, sia per pressione degli investitori che con l'avallo delle stesse istituzioni finanziarie (in particolare la FED di Alan Greenspan), creando i presupposti per una grave crisi speculativa. In particolare, a partire dagli anni Duemila, l'eccessiva concessione di mutui immobiliari senza adeguata copertura (detti anche "Mutui Ninja") portò infine all'esplosione di una bolla speculativa.

## Riconoscimenti
- Premio Gerald Loeb 2009 nella categoria dei libri di business[1]

## Edizioni
- Charles R Morris, Crack: Come siamo arrivati al collasso del mercato e cosa ci riserva il futuro, Elliot, 2008, ISBN 978-8861920972.